# Аркадія (академія)
«Аркадія», Академія аркадійців (аркадців або аркадіян; італ. Accademia dell’Arcadia) — спільнота вчених, поетів і любителів мистецтва, заснована в Римі 1690 з метою протидії зіпсованому літературному смаку XVII століття.

## Передісторія
Наукові товариства, іменовані «академіями», в епоху Відродження отримали на Апеннінському півострові широке поширення: до середини XVII століття їх налічувалося близько 200 і навіть невеликі міста мали свої академії . Заснуванню академії, яка отримала назву «Аркадія», сприяла королева Христина, яка, зрікшись шведського престолу, зібрала навколо себе вчених-гуманітаріїв; перше засідання гуртка, який прийняв пізніше назву академії, відбулося 24 січня 1656. Після смерті королеви Христини у 1689 році колишні члени академії утворили під головуванням Джованні Крешімбені нове вчене суспільство, головним інтересом якого була поезія; засновниками «Аркадської академії» (Academia degli Arcadi), яка офіційно відкрилася 5 жовтня 1690 року, стали 14 літераторів.

## Діяльність «Аркадії»
Як писав Лудовіко Антоніо Мураторі (1672-1750), один з ідеологів Аркадії, нова академія прагнула стати лігою «найпочесніших літераторів усіх міст Італії, професорів усіх мистецтв і наук, - до блага католицької релігії, до слави Італії, до громадської та особистої користі». Іншими словами, «Аркадія» прагнула духовно об'єднати Італію, в той час розділену на ряд не пов'язаних між собою держав, і об'єднати в боротьбі із «зіпсованим смаком» епохи бароко . Художні смаки членів академії знайшли своє вираження в її назві: «аркадійство» в італійській культурі виникло задовго до створення академії і пов'язане було не з місцевістю в центрі Пелопоннесу, а з поетичним значенням Аркадії - оспіваної Вергілієм в «Буколіках» благословенної міфічної країни, де люди жили простим патріархальним життям, у єднанні з природою, були вільні і щасливі. «Аркадійські», пасторально-ідилічні мотиви присутні у творчості і Дж. Боккаччо і Т. Тассо .
Для членів «Аркадії» пастораль була художнім і естетичним ідеалом; в той же час вона дозволяла аркадійцям поєднувати інтелектуальні завдання з грою, властивою аристократичному суспільству кінця XVII століття: вступаючи в академію, її члени брали собі вигадані імена пастухів і пастушок, якими користувалися не тільки під час своїх зібрань, але і в звичайному житті. .
Творчість аркадійцев спочатку обмежувалася літературно-критичними трактатами і ліричною поезією; разом із тим члени спільноти не могли пройти і повз зростаючої популярності опери, яка в їхньому уявленні уособлювала поганий бароковий смак. На початку XVIII століття «Аркадія», яка вже мала філії в ряді міст Італії, активно залучала до своїх лав авторів оперних лібрето; в списку членів академії, опублікованій Дж. Крешімбені 1711 у книжці «Аркадія», вже були присутні 23 лібреттисти. У 1706 році в академію почали приймати і музикантів; першими аркадійцями стали Арканджело Кореллі, Алессандро Скарлатті і Бернардо Пасквіні. У сонеті, присвяченому їх прийому в академію, висловлювалось сподівання на те, що співпраця з «Аркадією» допоможе композиторам уникнути помилок.

## Організація
Вона перебувала під управлінням президента (custode), що обирався не більше, ніж на одну олімпіаду. Першим президентом був Крешімбені. В академію допускалися тільки поети, як чоловіки, так і жінки, і любителі поезії. Засідання її проводилися на відкритому повітрі, 7 зібрань на рік . Багато римських пап і європейських монархів були її членами. Луї-Наполеон, будучи першим президентом Французької республіки, обраний до її членів 1850. Академія мала свої оригінальні статути і видавала «Giornale arcadico»  .
Згодом академія переслідувала переважно наукові цілі, тоді як поезія відійшла на другий план. Вчені засідання відбувалися два рази на місяць у палаці Альтемпс.
Наявність жінок у складі аркадської академії була швидше винятком. Серед вчених-жінок у цій академії були перекладачка Джузеппа Барбапіккола (псевдонім Myristic; 1702 - бл. 1740), філолог і лінгвіст Клотільда Тамброні (1758-1817). Членом академії також були художниця Марія Феліче Тібальді (1707-1770) і французька поетеса Сюзанна Вердье (1745-1813) .

## Президенти академії

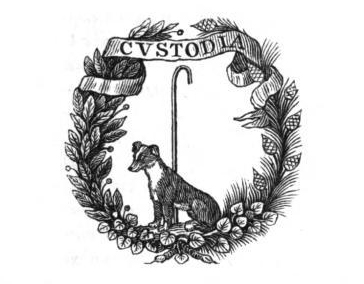
Герб президента академії

1. Крешімбені, Джованні (Alfesibeo Cario, 1663 - 1728 )
2. Francesco Lorenzini (Filacida Eliaco і Filacida Luciniano, 1680 - 1743; президент з 1728 по 1743)
3. Michele Giuseppe Morei (Mireo Roseatico, 1695 - 1767; президент з 1743 по 1766)
4. Giuseppe Brogi (Acamante Pallanzio)
5. Gioacchino Pizzi (Nivildo Amarinzio; по 1790)
6. Luigi Godard (Cimante Micenio; з 1790 по 1824)
7. Loreto Antonio Santucci (Larindo Tesejo; з 1824 по 1828)
8. Gabriele Laureani (Filandro Gerometeo, 1788 - 1850; з 1829 по 1850)
9. Paolo Barola (Cratildo Lampeo, 1788 - 1863; до 1863)
10. Antonio Somai (Ortodico Calcidiense; до 1869)
11. Stefano Ciccolini (Agesandro Tresporide; до 1888)
12. Agostino Bartolini (Eristeno Nassio; 1839 - 1916)
13. Enrico Salvadori (Licando Clidonio; до 1924)
14. Nicola Festa (Maronte Larisseo; до 1940)
15. Luigi Pietrobono (Edelio Echeo; до 1953)
16. Pietro Paolo Trompeo (Diodoro Milesio; з 1953 по 1958)
17. Alfredo Schiaffini (з 1958)